# Ezzo (Lothringen)
Erenfrid oder Ehrenfried, genannt Ezzo (* um 955 in Lothringen; † 21. Mai 1034 in Saalfeld/Thüringen), war Pfalzgraf von Lothringen. Für ihn finden sich auch die verkleinernden Schreibweisen Ezelin, Hezelin, Hezelo bzw. Hezilo. Seine Nachfahren heißen Ezzonen.

## Leben
Die Eltern von Ezzo waren Pfalzgraf Hermann I. von Lothringen († 996) und Heylwig/Heilwig von Dillingen. Ezzo heiratete Mathilde (um 979–1025), die Tochter des Kaisers Otto II. und der Mitkaiserin Theophanu.
Um eine standesgemäße Versorgung der Kaisertochter zu sichern, erhielt Ezzo zahlreiche Grafschaften und Vogteien, unter anderem den Auelgau und die Waldenburg im Sauerland, aber auch die Reichsdomäne Saalfeld mit dem Königshof und der Saalfelder Höhe, den südlichen Orlagau mit den Gebieten südwestlich von Saalfeld bis zum Gebirgskamm und das weiter südlich gelegene Gebiet um den Berg Coburg entlang einem wichtigen Heer- und Handelsweg von der Saale zum Main.
Er kontrollierte die großen Fernwege, z. B. mit Hilfe der Tomburg bei Rheinbach (ab 1000) und des Siegburger Michaelsberges. Damit begann ein Machtkampf mit dem Erzbistum Köln. Ezzos Tochter Richeza vererbte einen Teil ihres Landes, u. a. Saalfeld, den südlichen Orlagau und das Coburger Land 1063 an ebendieses Bistum, woraus die Benediktinerabtei Saalfeld entstand.
1024 gründeten die Eheleute das Benediktinerkloster Brauweiler, in dem beide auch beigesetzt wurden.

## Nachkommen
Aus der Ehe mit Mathilde sind zehn Kinder hervorgegangen:
- Hermann II. (995–1056), Erzbischof von Köln von 1036 bis 1056
- Richeza (um 994–1063), 1013 verheiratet mit Mieszko II. Lambert, König von Polen († 1034)
- Ludolf von Brauweiler und Waldenburg (um 998–1031)
- Otto (um 998–1047), Pfalzgraf von Lothringen 1035–1045 und Herzog von Schwaben zwischen 1045 und 1047
- Ida, Äbtissin von St. Maria im Kapitol in Köln und des Gandersheimer Marienklosters.
- Adelheid, † 20. Juni vor 1011, um 1003 Äbtissin von Nivelles, 1051 in Brauweiler bestatte
- Theophanu (997–1058), Äbtissin von Stift Essen und Stift Gerresheim
- Heylwig/Heilwig, Äbtissin von Neuss, Vilich und Dietkirchen (gegenüber Vilich auf der anderen Rheinseite)
- Sophia/Sophie († vor 1031)
- Mathilde, Äbtissin von Dietkirchen und Vilich

Ezzo hatte außerdem drei uneheliche Kinder:
- Heinrich, † 1. Mai 1093, 1055/93 Abt von Gorze
- Wazzela/Azela, ⚭ Rutger, wohl Rutger von Kleve, 1020/50 bezeugt, † vor 1051
- Ezzo, † vor 1075, 1063 Abt von Saalfeld